# Anna Boleynová
Anna Boleynová, anglicky Anne Boleyn (1501/1507 – 19. května 1536), byla anglická královna (1533–1536), druhá manželka Jindřicha VIII. a matka královny Alžběty I. Jindřichova svatba s Annou a její následná poprava z ní udělaly klíčovou postavu politického a náboženského převratu, který byl začátkem anglické reformace.
Jako dcera Sira Thomase Boleyna, 1. hraběte z Wiltshire, a jeho manželky Lady Alžběty Howardové, dcery Thomase Howarda, 2. vévody z Norfolku, byla Anna urozenější než Jindřichovy pozdější manželky Jana Seymourová nebo Kateřina Parrová. Svým původem se však nemohla vyrovnat své předchůdkyni Kateřině Aragonské, pocházející ze španělské královské rodiny, ani Anně Klevské, která byla dcerou římskoněmeckého knížete.
Vzdělávala se v Nizozemsku a Francii. Byla dvorní dámou královny Klaudie Francouzské. Anna se vrátila do Anglie začátkem roku 1522, aby se provdala za svého irského bratrance Jamese Butlera, 9. hraběte z Ormondu. Plány na svatbu se rozpadly a místo toho obdržela místo u dvora jako dvorní dáma královny Kateřiny Aragonské.
Roku 1523 byla tajně zasnoubená s Jindřichem Percym, to skončilo, když Percyho otec odmítl podpořit jejich zasnoubení. V lednu 1524 ji kardinál Wolsey poslal zpět domů na hrad Hever. V únoru nebo březnu 1526 začal Jindřich VIII. o Annu usilovat. Odolávala jeho svádění a odmítla být jeho milenkou, což dřív byla její sestra Marie. Brzy se z Anny stal hlavní důvod, proč Jindřich toužil po anulaci sňatku s Kateřinou Aragonskou. Když bylo jasné, že papež Klement VII. nepovolí anulaci, katolická církev v Anglii ztratila svou sílu. Roku 1532 Jindřich ustanovil Annu markýzou z Pembroku.
Jindřich a Anna se oficiálně vzali 25. ledna 1533 po tajné svatbě 14. listopadu 1532. 23. května 1533, nově jmenovaný arcibiskup canterburský Thomas Cranmer prohlásil manželství Jindřicha a Kateřiny za neplatné a manželství Jindřicha s Annou za platné. Krátce poté se hlavou anglické církve stává panovník a ne papež.
Anna byla korunována anglickou královnou 1. června 1533. 7. září porodila budoucí královnu Alžbětu I. Pro Jindřicha bylo narození holčičky zklamáním, a poté doufal, že teď budou následovat chlapci. Anna následně třikrát potratila. V březnu 1536 se Jindřich zamiloval do její dvorní dámy Jany Seymourové. Aby se s ní mohl oženit, musel Jindřich najít důvody ukončit manželství s Annou. V dubnu 1536 začalo vyšetřování z velezrady královny Anny. 2. května byla zatčena a poslána do Toweru. Sťata byla 19. května mečem, který si vyžádala, neboť to v Anglii nebylo zvykem (popravovalo se sekyrou).
Moderní historici usuzují, že zločiny, za které byla odsouzena, například cizoložství, incest, čarodějnictví a pokus o královraždu, jsou nepravé a královna byla nevinná. Provinila se jen v jednom – nedala Jindřichovi syna.
Po korunovaci její dcery Alžběty byla Anna uctívána jako mučednice a hrdinka anglické reformace. V průběhu staletí byla inspirací nebo byla zmiňována ve spoustě uměleckých a kulturních dílech. Byla nazývána nejvlivnější a nejdůležitější královnou-manželkou v anglických dějinách, protože nebýt anulování sňatku s Kateřinou Aragonskou, nevznikla by anglikánská církev.

## Mládí (narození – 1522)
Její otec Sir Thomas Boleyn, pozdější hrabě z Wiltshiru a z Ormonde, byl uznávaný diplomat s velkým jazykovým nadáním. Již král Jindřich VII. jej často posílal na diplomatické mise do zahraničí. Kvůli nedostatkům farních záznamů této doby (vzaly za své v dramatických událostech po smrti Eduarda VI.) není možné určit datum, kdy se ona sama narodila.
Důkazy pocházející ze 16. století jsou neslučitelné s několika dalšími daty, na které poukazují jiní autoři. Italský dějepisec z roku 1600 označil jako rok jejího narození 1499, zatímco např. zeť Thomase More hovořil až o roku 1512. Všechny ostatní dohady spadají do období mezi roky 1499 a 1512. Někteří současní historici se shodují na roku 1501.
Za důležitý písemný důkaz ante quem lze považovat Annin dopis z roku 1514. Je psán ve francouzštině (Anna byla bilingvní) a píše jej otci, který stále žil v Anglii, zatímco Anna končila studium ve Francii. Profesor Ives poukazuje na dobrou stylistiku dopisu, a také na vyzrálý rukopis – to vše pak podle něj dokazuje, že v této době musela Anna být starší než třináct let.[zdroj?]
Tuto verzi chronologie podporovuje tvrzení kronikáře 16. století, který napsal, že Anně bylo dvacet let, když se s rodiči a sourozenci vrátila z Francie domů do Anglie. Tyto závěry nejsou ovšem v souladu s údaji historičky Warnickové; v jejích knihách a článcích se uvádí pro rok 1522 Annin věk 16 let. Mnoho akademiků tento spor uzavírá názorem, že přesné datum jejího narození zkrátka nebude nikdy známo. U jejích sourozenců není rovněž známo, kdy se přesně narodili, je však pravděpodobné, že její sestra Marie byla starší. Mariiny děti byly totiž přesvědčené, že jejich matka byla starší než Anna. Jejich bratr George se narodil kolem roku 1504.

## Anna a Jindřich
Je doloženo, že se Anna Boleynová vrátila z Francie do Anglie v roce 1522. Král Jindřich VIII. prožíval v té době vášnivý vztah s její starší sestrou Marií. O tři roky později se Jindřich VIII. začal zajímat i o Annu a zamiloval se do ní. Anna strávila své dětství ve Francii, perfektně ovládala francouzštinu a dokázala se chovat dle francouzské módy, jak se u královského dvora očekávalo. Dle anglického standardu nebyla krásná. Vzhledem připomínala spíše Francouzku. Byla drobná, tmavovlasá a tmavooká, oproti královně Kateřině Aragonské velmi štíhlá, měla úzký obličej, vysoké čelo a dlouhý krk. Byla velmi bystrá, pohotová, inteligentní, uměla skvěle tančit, zpívat a jezdit na koni, což byl proti opakovaně těhotné, pomalé a věčně se modlící královně, která nosila pod šatem žíněnou košili, velký rozdíl. Všechny tyto vlastnosti po ní později zdědila její dcera Alžběta. Když se jí Jindřich začal dvořit, dlouho odmítala stát se jeho milenkou, patrně proto, že nechtěla skončit jako její sestra Marie Boleynová, o které Jindřich brzy ztratil zájem. Místo toho se pokusila využít problémů v králově manželství s Kateřinou Aragonskou. Král potřeboval mužského potomka, dědice trůnu, Kateřina však porodila pouze jedinou přeživší dceru Marii, a skoro všechny chlapce mrtvé.
Tyto dynastické důvody vedly krále Jindřicha k tomu, že pod nátlakem inteligentní a panovačné Anny požádal o anulaci sňatku s Kateřinou Aragonskou. Rozvod odůvodňoval tím, že zhřešil proti Bohu tím, že si vzal ženu svého bratra. Hodně tehdejších lidí poukazovalo na to, že mu to v době jejich sňatku vůbec nevadilo, právě naopak to považoval za ten nejlepší nápad. Jejich sňatek se projednával mezi biskupy i před parlamentem. Jindřich si byl jistý, že církev jeho návrh na rozvod podpoří. Když ale  královna Kateřina dorazila k soudu před biskupy zastupující papeže, bylo jisté, že rozvod bude muset být vykonstruován jinak. Kateřina se slzami v očích před Jindřichem klesla na kolena, dovolávala se pravdy, že do jeho lože přišla jako panna a je tudíž z Boží vůle královnou. Když poté omdlela a vynášeli ji ven, lidé jí provolávali slávu. Poté začalo být jisté, že papež Klement VII. s anulací sňatku nebude souhlasit. Objevily se tudíž první myšlenky na odluku Anglie od římskokatolické církve.
Thomas Wolsey, který byl Jindřichův kancléř a kardinál církve římskokatolické, byl údajně na její popud propuštěn z veřejných služeb, načež se později novým arcibiskupem canterburským stal Boleynův rodinný kaplan Thomas Cranmer. Po mnoha nezdařených pokusech anulovat manželství Jindřicha a Kateřiny, Jindřich k Anně ochladl. Té začalo docházet, že potřebuje syna, proto králi koncem roku 1532 podlehla, předpokládá se, že během jejich společné návštěvy francouzského přístavu Calais. Záhy nato otěhotněla, a proto bylo nutné co nejdříve ji prohlásit královnou, aby měl její syn právo na korunu. Její svatba s králem Jindřichem VIII. se konala 25. ledna 1533. Dne 23. května téhož roku jednoduše prohlásil Cranmer Jindřichovo předchozí manželství za neprávoplatné a o pět dní později prohlásil jejich nové manželství za zákonné. Krátce na to zahájil papež proti Jindřichovi a Cranmerovi exkomunikaci. V důsledku tohoto sňatku došlo k odloučení Anglie od Říma a vzniku anglikánské církve, která byla od té doby podřízená panovníkovi.
Anglickou královnou byla korunována 1. června 1533. Anna chtěla, aby její korunovace byla velká sláva. Mnoho lidí však vzpomínalo na stále živou právoplatnou královnu Kateřinu, proto téměř nikdo nejásal. Anna 7. září 1533 porodila dceru, budoucí anglickou královnu Alžbětu I. Jindřich s jistotou očekával prince, proto byl velmi zklamaný. Anna otěhotněla ještě několikrát, pokaždé ale dítě potratila. Neustále tvrdila, že je to tím, že ji bývalá královna Kateřina jistě proklela, proto nemůže donosit plod a že jistě porodí syna, pokud Jindřich nechá Kateřinu popravit. Když o něco později Kateřina sama v chudobě a nemoci zemřela a Anna stále nebyla schopna další dítě donosit, bylo jisté, že jsou její dny jako královny Anglie sečteny. Navíc již nebyla tak mladá a krásná jako před lety a její vrtošivý manžel si hledal mladší milenky jinde. Stále se však za inteligentní Annou vracel. Když však začala být hysterická a jeho milenkám začala vyhrožovat smrtí, měl Jindřich své druhé ženy dost. V březnu 1536 se na scéně objevuje Annina dvorní dáma Jana Seymourová. Jindřich byl Janiným skrytým půvabem, jemností a skromností okouzlen a ihned se s ní zasnoubil. Anny bylo potřeba se rychle zbavit a král věděl, že kdyby se s ní měl rozvést, dělala by problémy. Proto byla Anna od dubna do května 1536 vyšetřována ze závažných zločinů velezrady. Důkazy proti ní vypáčili z mnoha dvořanů při mučení. Následně byla Anna popravena 19. května téhož roku. Spolu s ní byla popravena řada jejích přátel, údajných milenců, a také její bratr. Poslední důkaz úcty ke své ženě prokázal Jindřich jen tím, že pozdržel její popravu o dva dny, než dorazil z Calais (tehdy pod vládou Anglie) francouzský kat s mečem. V té době byli šlechtici v Anglii popravováni sekerami, někdy i natolik tupými, že bylo na stětí hlavy zapotřebí i několika ran. Jindřich VIII. věřil, že když Anně v jejím posledním přání vyjde vstříc, tak jej ona na popravišti neprokleje. Jindřich byl totiž velmi pověrčivý, přesto si po celý další život vyčítal, že nedal Annu upálit jako čarodějnici.
Historici považují obvinění proti ní, jejichž součástí bylo i cizoložství a incest, za nepřesvědčivé a vykonstruované. Po korunovaci její dcery Alžběty I. královnou byla uctívána jako mučednice a hrdinka anglické reformace, a to především v dílech Johna Foxe. Po staletí byla inspirací a byla zmiňována v množství uměleckých a kulturních děl. Díky rozvodu Jindřicha VIII. s Kateřinou Aragonskou a vyhlášení odluky anglikánské církve od Říma je považována za vůbec „nejvlivnější a nejvýznamnější anglickou královnu“.

## Anna jako královna
Anna nebyla mezi lidem oblíbená a většina ji nazývala „královou děvkou“ či „šestiprstou čarodějnicí“. Svůj znetvořený šestý prst prý zakrývala dlouhými, rozšířenými rukávy a říkalo se, že pod stužkou s drahým kamenem skrývá na krku ďáblovo znamení. Anna prý měla po těle mnoho mateřských znamínek, což se v jistých kulturách rovněž považovalo za ďáblovo znamení. Po její popravě Jindřich prohlásil, že ho okouzlila svými čáry. Ale byla zřejmě krásná a díky své kráse, pohotovosti a inteligenci si Jindřicha získala. Její sňatek a její následná poprava byly součástí složitého začátku významných politických a náboženských převratů známých jako anglická reformace, kdy právě ona sama aktivně podpořila reformu náboženskou a vznik anglikánské církve. Byla to právě ona, kdo Jindřichovi věnoval knihy plné protestantského učení, které přinášely řešení problému s královským rozvodem – podle tohoto učení byl král jedinou hlavou církve v zemi.

## Populární kultura
Její život, stejně tak jako život jejího manžela krále Jindřicha VIII. i její dcery královny Alžběty I., byl zachycen v mnoha novelách, hrách, operách, televizních dramatech a filmových dílech. Mezi nejvýznamnější z nich lze zařadit zejména operu Gaetana Donizettiho Anna Bolena, britské filmy Anna na tisíc dnů (Anne of the Thousand Days), Šest žen Jindřicha VIII. (The Six Wives of Henry VIII) a Odsouzená královna Anna (Doomed Queen Anne). Historicky nepříliš hodnotný je film Králova přízeň (The Other Boleyn Girl). Jedno z nejznámějších pojetí Anny Boleynové bylo vytvořeno v populárním, historicky zkresleném seriálu Tudorovci (The Tudors). Její postavu ztvárnilo ve filmu a v televizi mnoho hereček. V televizním seriálu Tudorovci ji hrála Natalie Dormerová, za nejzdařilejší je považováno ztvárnění herečky Genéviève Bujoldové ve filmu Anna na tisíc dnů z roku 1969, v němž Jindřicha VIII. představil Richard Burton. Za netradiční pojetí postavy Anny lze považovat skladbu Anne Boleyn 'The Day Thou Gavest Lord Hath Ended' z alba The Six Wives of Henry VIII britského klávesisty Ricka Wakemana. Spíše moderně byla Anna Boleynová, společně se všemi manželkami Jindřicha VIII., představena velice chytlavou hudební formou v muzikálu Six: The Musical.